# 北山亜紀子
北山 亜紀子（きたやま あきこ）は、日本のビリヤード選手。東京都出身。日本プロポケットビリヤード連盟（JPBA）所属のプロ選手で、日本女性初のアジアポケットビリヤード連盟（APBU）認定コーチでもある。
好きな言葉は「ビリヤード命、されど球のみに生きるにあらず」。

## 経歴
プロテスト合格：1993年
JPBA 26期プロ

## プロ入りのきっかけ
小学館ビッグコミックスピリッツ主催の「ミスIONAコンテスト（会場はジュリアナ東京）」にエントリーし「グランプリに選ばれたらどうしますか？」とインタビューされて「優勝したらビリヤードの女子プロになります！」と宣言、本当にミスに選ばれたため。（Q-Clubプロフィールより）

## 著作
西東社「図解ビリヤード」（絶版）

## 戦歴
1996年オータムクイーンズオープン優勝
1997年アジア選手権３位
2000年ハスラーレディースオープン準優勝
2000年東日本女子プロツアー第６戦 準優勝
2000年読売レディースナインボールオープン３位タイ
2000年 北陸オープン選手権大会 ３位タイ

## 特技
中国語　英語　（台湾に長期ビリヤード留学したため）